# Patrick Zimmermann
Patrick Zimmermann (* 26. Oktober 1991 in Augsburg) ist ein ehemaliger deutscher Eishockeyspieler, der zuletzt beim EHC Königsbrunn aus der Bayernliga unter Vertrag stand.

## Karriere
Zimmermann begann seine Karriere bei den Augsburger Panthern und spielte sehr erfolgreich mit den Panthern in der Jugendbundesliga, ehe er während der Saison 2008/09 zur Jugendabteilung des SC Riessersee kam und dort im DNL-Team eingesetzt wurde. In der folgenden Saison wurde Zimmermann ausschließlich in der ersten Mannschaft, welche am Spielbetrieb der 2. Eishockey-Bundesliga teilnahm, eingesetzt.
Nachdem der SC Riessersee zur Saison 2010/11 aus finanziellen Gründen in die Oberliga gegangen war, wurde Zimmermann dort im DNL- und Oberliga-Team eingesetzt. In dieser Saison kam er auf 72 Einsätze (inkl. Playoffs) und konnte mit dem SC Riessersee den Oberliga-Titel gewinnen. Am Ende dieser Saison gab Zimmermann bekannt, den SC Riessersee zu verlassen und wechselte zur Saison 2011/12 zum Bayernligisten ESV Königsbrunn. Er begründete seinen Wechsel damit, dass er in Augsburg studieren werde.
2020 beendet er seine Karriere und spielt seither auf Amateurebene für Königsbrunn in der Bezirksliga Bayern.

## Erfolge und Auszeichnungen
- 2011 Oberliga-Meister mit dem SC Riessersee